# Sarah Drake
Pour les articles homonymes, voir Drake.
Sarah Ann Drake, née le 24 juillet 1803 et morte le 9 juillet 1857, est une artiste anglaise, spécialisée en illustration botanique. Elle a travaillé pour John Lindley et a collaboré avec de nombreux artistes et botanistes comme Augusta Innes Withers et Nathaniel Wallich.

## Biographie
Sarah Drake est née à Skeyton, dans le comté de Norfolk, le 24 juillet 1803, dans la même région que le botaniste de l'Université de Londres, John Lindley. Elle étudie dans la même école que la sœur de Lindley, Anne. Jeune femme, elle se rend à Paris, où elle étudie probablement la peinture comme on l'attendait des jeunes femmes de l'époque. En 1830, « Ducky » (surnom sous lequel elle est devenue connue) emménage dans la maison Lindley à Acton Green (en) à Londres. Elle semble avoir eu un certain nombre de rôles dans la maison Lindley, dont celui de gouvernante, mais a finalement choisi l'art botanique, reprenant progressivement pour Lindley l'illustration de ses publications botaniques. Elle crée des illustrations pour son Sertum Orchidaceae, par exemple, ainsi que plus de 1000 illustrations pour le magazine horticole Edwards's Botanical Register, que Lindley a édité de 1829 à 1847. Plus de 300 de ces dessins représentent des orchidées et Lindley nomme un genre d'orchidées d'Australie-Occidentale, Drakaea (en), en son honneur,,,. Elle contribue également aux illustrations de Transactions of the Horticultural Society of London (7 volumes, 1805–1830).
Drake est peut-être mieux connue pour sa collaboration avec Augusta Innes Withers sur les dessins du monumental Orchidaceae of Mexico and Guatemala de James Bateman, mais elle contribue également au livre de Lindley, Ladies' Botany (1834–1837), au Plantae Asiaticae Rariores de Nathaniel Wallich, sur Illustrations of the botany and other branches of the natural history of the Himalayan Mountains de John Forbes Royle et sur The Botany of HMS Sulphur (1836–1842). Elle n'a que très rarement voyagé à l'étranger, travaillant autour des Kew Gardens, la maison Lindley ou la pépinière Loddiges (en) qui organise une exposition d'orchidées spécialement pour elle,,,,.
La carrière de Drake prend fin lorsque le Botanical Register cesse ses activités en 1847. Elle retourne à Norfolk pour s'occuper de parents âgés et emménage avec son oncle, Daniel Drake. En 1852, elle épouse John Sutton Hastings, un riche fermier. Elle meurt le 9 juillet 1857, supposément du diabète, mais une hypothèse a été émise qu'elle aurait pu souffrir d'un empoisonnement à cause de ses matériaux de peinture. En 2000, une plaque commémorative commémorant son travail a été dévoilée à l'église paroissiale où elle est enterrée,.

## Galerie

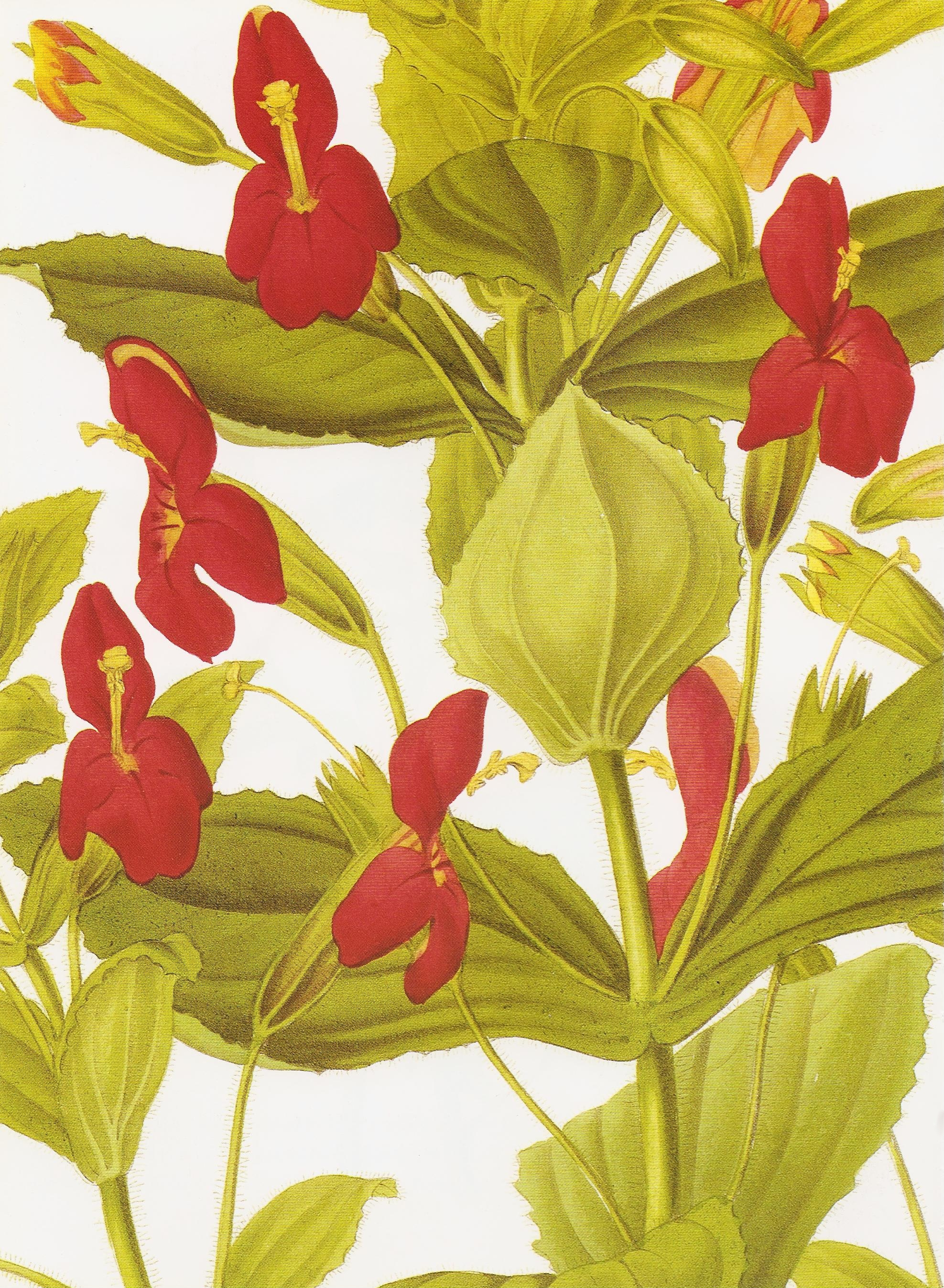
Mimule cardinale (Erythranthe cardinalis)
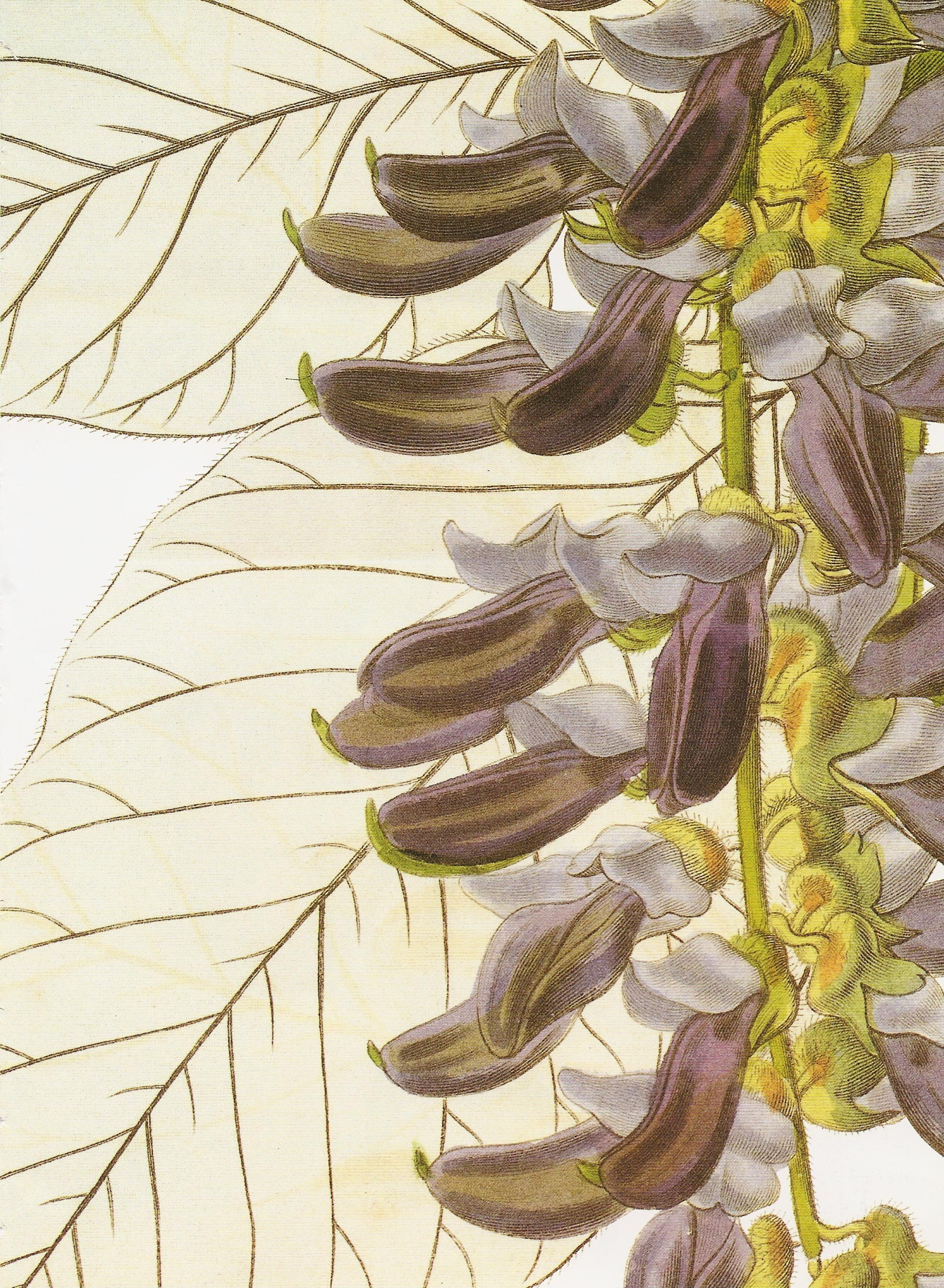
Pois mascate (Mucuna pruriens)
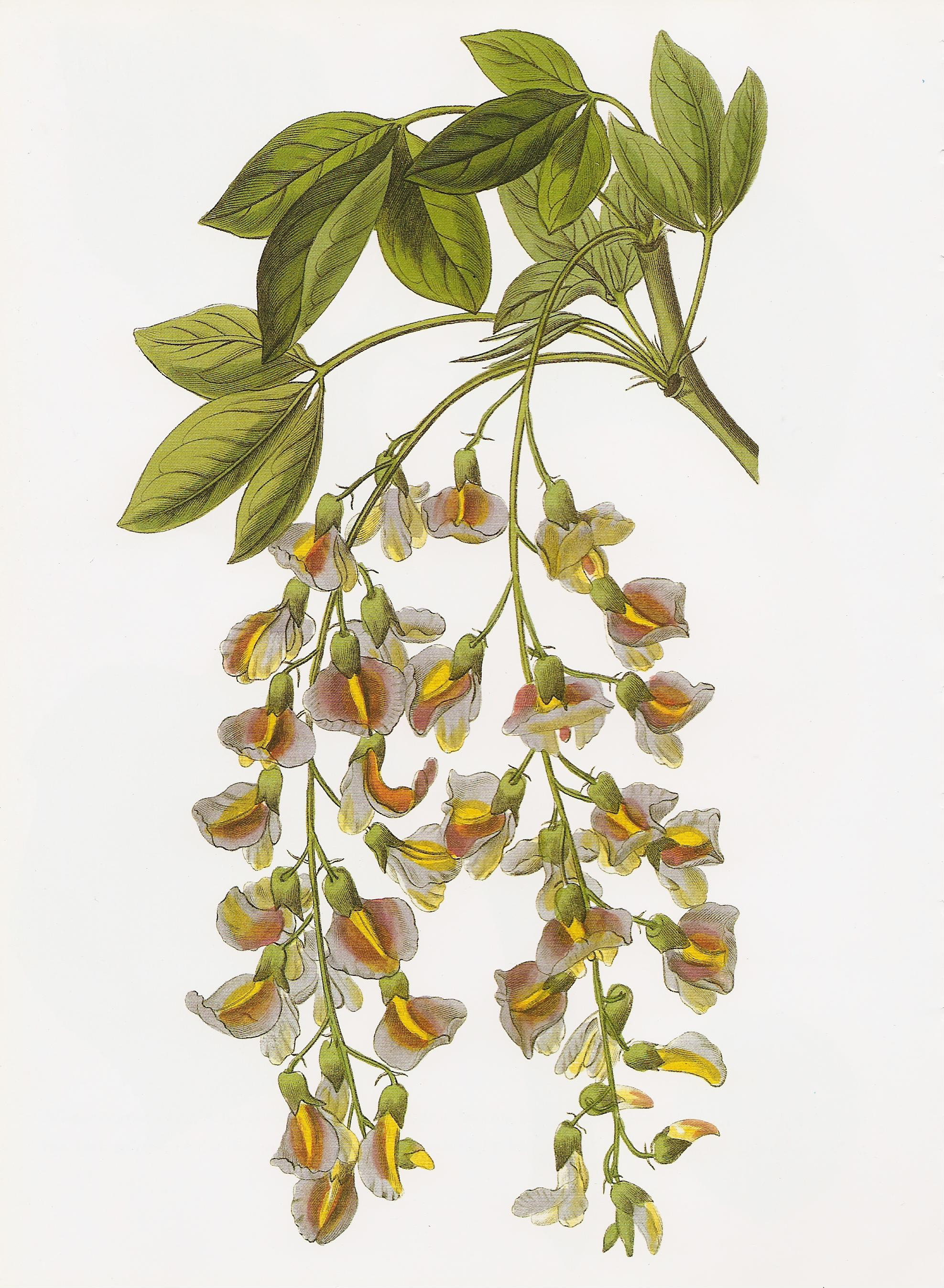
Cytise bicolore d'Adam (+Laburnocytisus adamii)
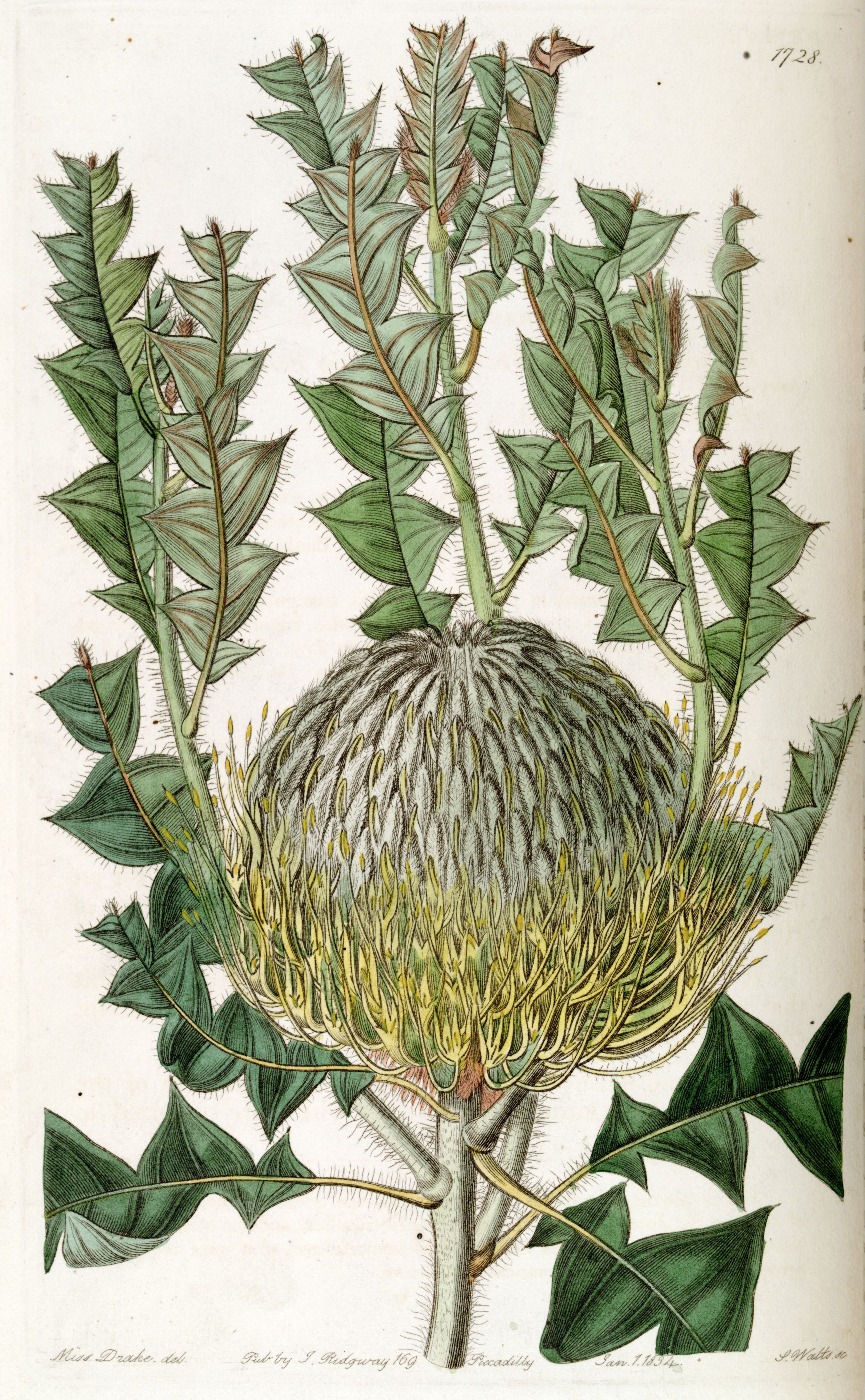
Banksia speciosa - Illustration 1728 du Edwards's Botanical Register, Volume 20, signée "Miss Drake"
Stanhopea quadricornis
Disocactus speciosus as Cereus speciosissimus

## Livres et magazines contenant ses illustrations
- (en) John Lindley, Sertum orchidaceum: a wreath of the most beautiful orchidaceous flowers, London, J. Ridgway, 1838 (lire en ligne)
- (en) James Bateman, The Orchidology of Mexico and Guatemala, Londres, J. Ridgway & Sons, 1837 - 1843 (lire en ligne)
- (en) George Bentham, The botany of the voyage of H. M. S. Sulphur : under the command of Captain Sir Edward Belcher, during the years 1836-42, Londres, Smith, Elder, 1844-1846Publié en 6 parties
- (en) Nathaniel Wallich, Plantae Asiaticae rariores : Descriptions and figures of a select number of unpublished East Indian plants, vol. 1, Londres, Treuttel and Würtz, 1830-1832 (lire en ligne)Note : les planches désignent le lithographe dans tous les cas, et parfois les différents artistes
- (en) Nathaniel Wallich, Plantae Asiaticae rariores : Descriptions and figures of a select number of unpublished East Indian plants, vol. 2, Londres, Treuttel and Würtz, 1830-1832 (lire en ligne)
- (en) Nathaniel Wallich, Plantae Asiaticae rariores : Descriptions and figures of a select number of unpublished East Indian plants, vol. 3, Londres, Treuttel and Würtz, 1830-1832 (lire en ligne)
- (en) John Forbes Royle, Illustrations of the botany and other branches of the natural history of the Himalayan Mountains :and of the flora of Cashmere, Londres, Wm. H. Allen, 1839 (lire en ligne)Note : les planches désignent le lithographe dans tous les cas, et parfois les différents artistes
- Edwards's Botanical Register[9], magazine d'horticulture
- (en) John Lindley, Ladies' botany : A familiar introduction to the study of the natural system of botany, James Ridgway and Sons, 1856 (lire en ligne)

## Hommage
John Lindley a nommé un genre d'orchidées d'Australie-Occidentale, Drakaea (en), en son honneur.